# Vieille ville (Bratislava)
Staré Mesto (allemand : Altstadt, hongrois : Óváros) est un quartier de la ville de Bratislava.

## Histoire
Première mention écrite du quartier en 907.
La cathédrale Saint-Martin est située à l'ouest de la vieille ville, au pied du château de Bratislava.
La vieille ville était autrefois ceinte d'une muraille. La porte Michel, située au nord, est la seule porte à avoir été conservée.
Le centre de la vieille ville s'organise autour de deux places : la place principale (où se trouve la fontaine de Roland et l'ancien hôtel de ville de Bratislava, l'un des plus anciens bâtiments en pierre de la ville) et la place des Franciscains.
Il existe de nombreux palais baroques comme le palais Grassalkovitch ou le palais primatial.
Le théâtre national slovaque est construit au sud de la vieille ville en 1886.
La synagogue de la rue Heydukova, ou synagogue orthodoxe de Bratislava, est construite de 1923 à 1926 dans la vieille ville.

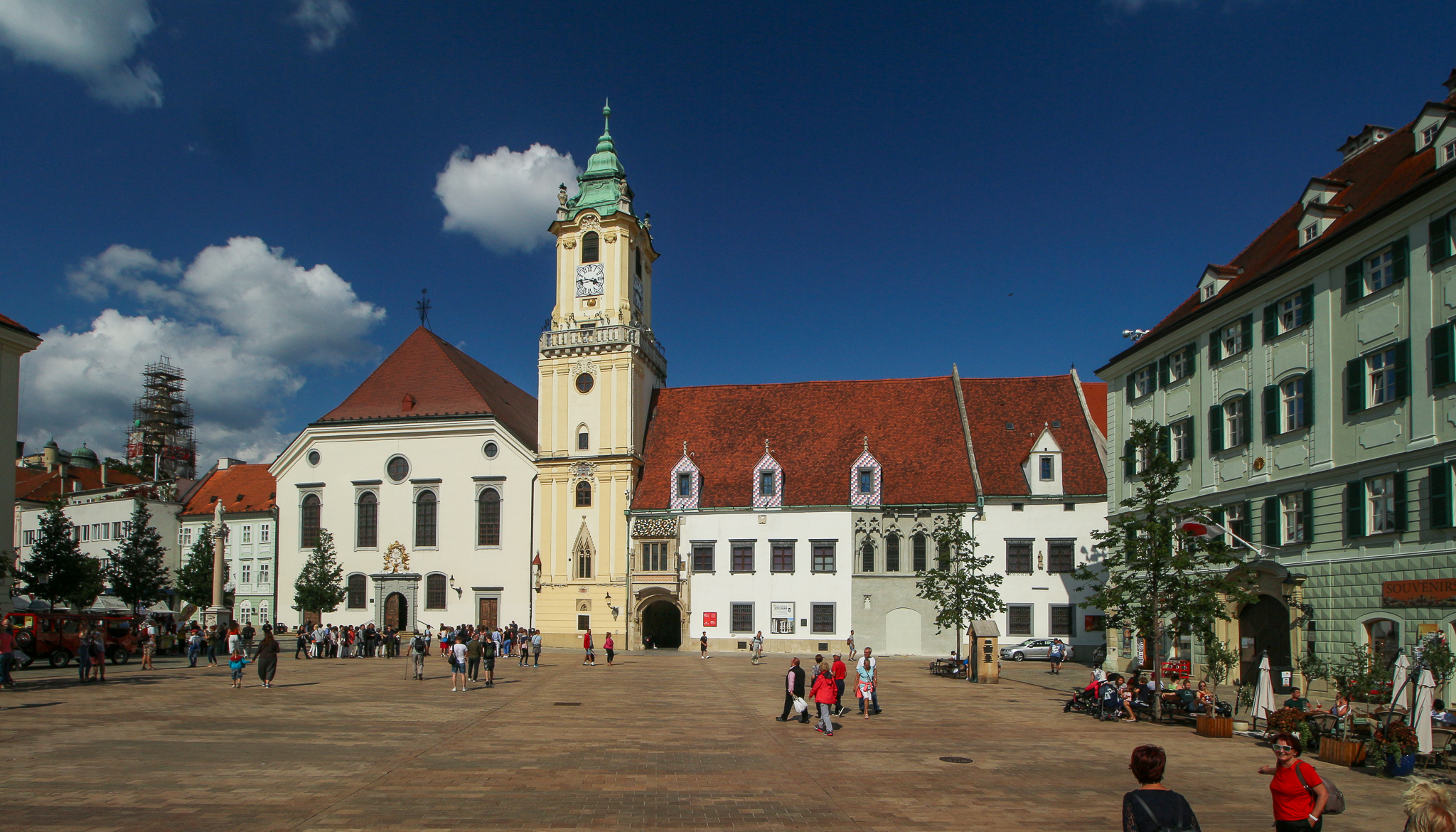
L'église des Jésuites sur la place des Franciscains.
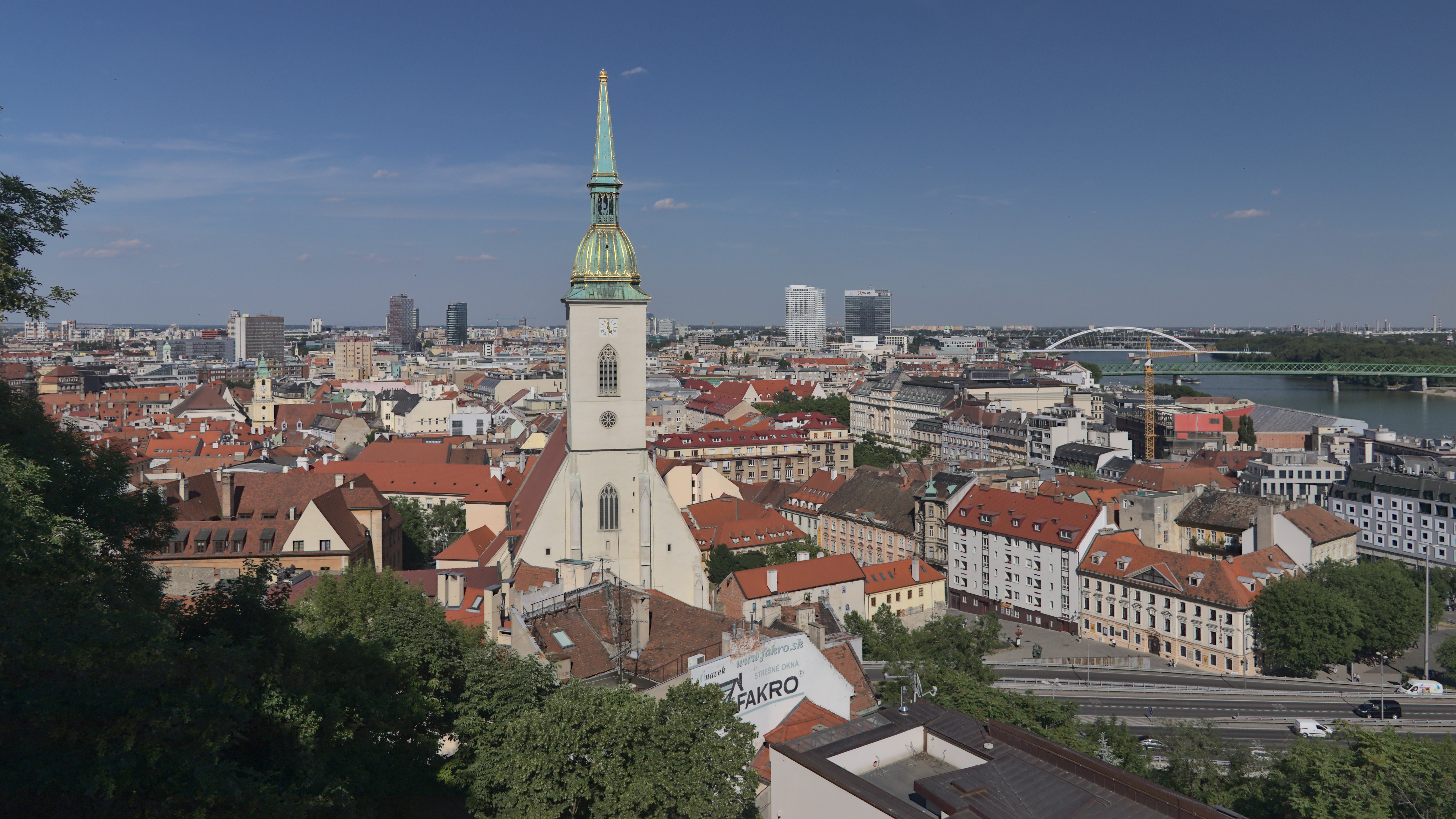
La vieille ville depuis le château.
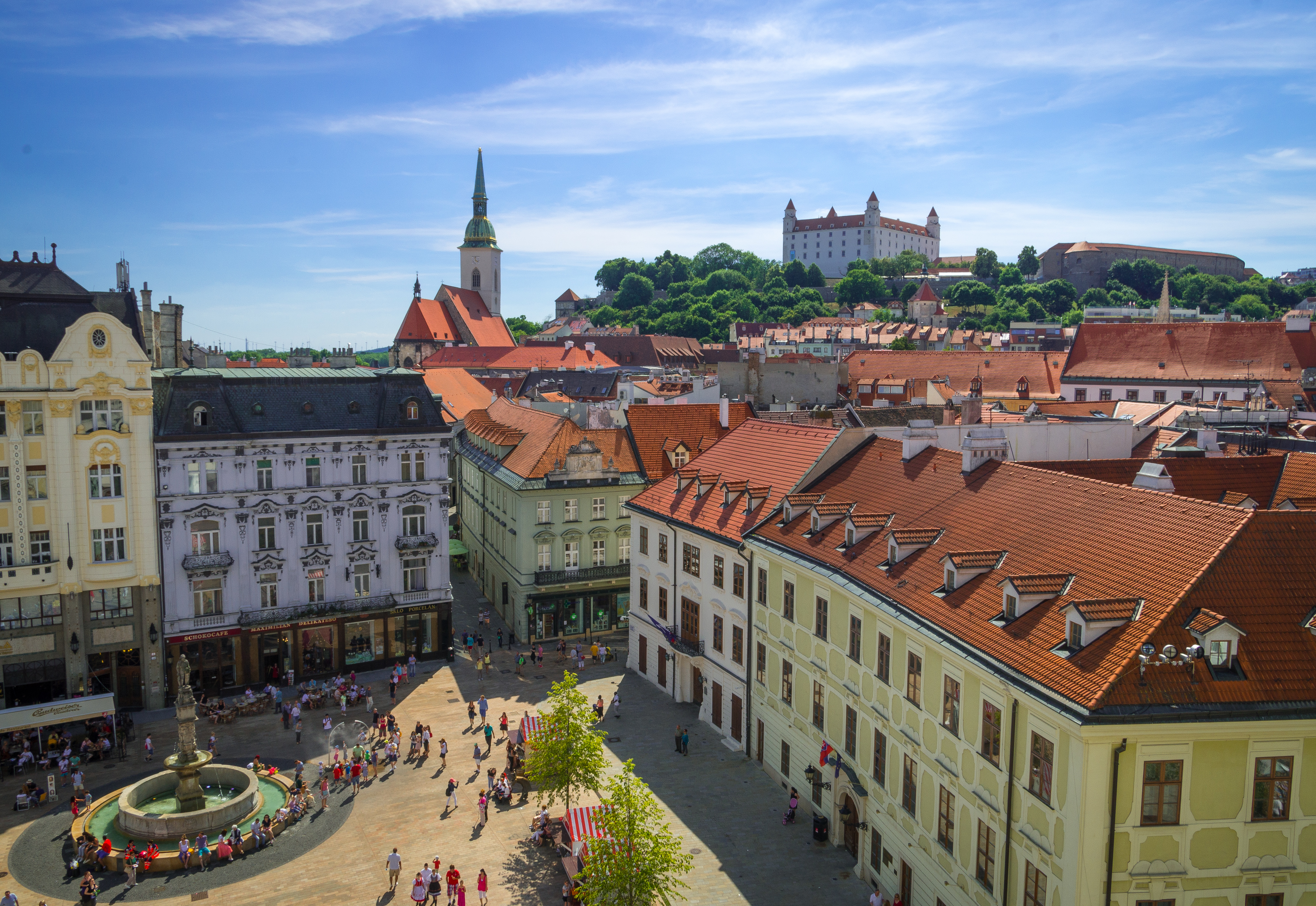
La vieille ville depuis la tour de l'ancien hôtel de ville.
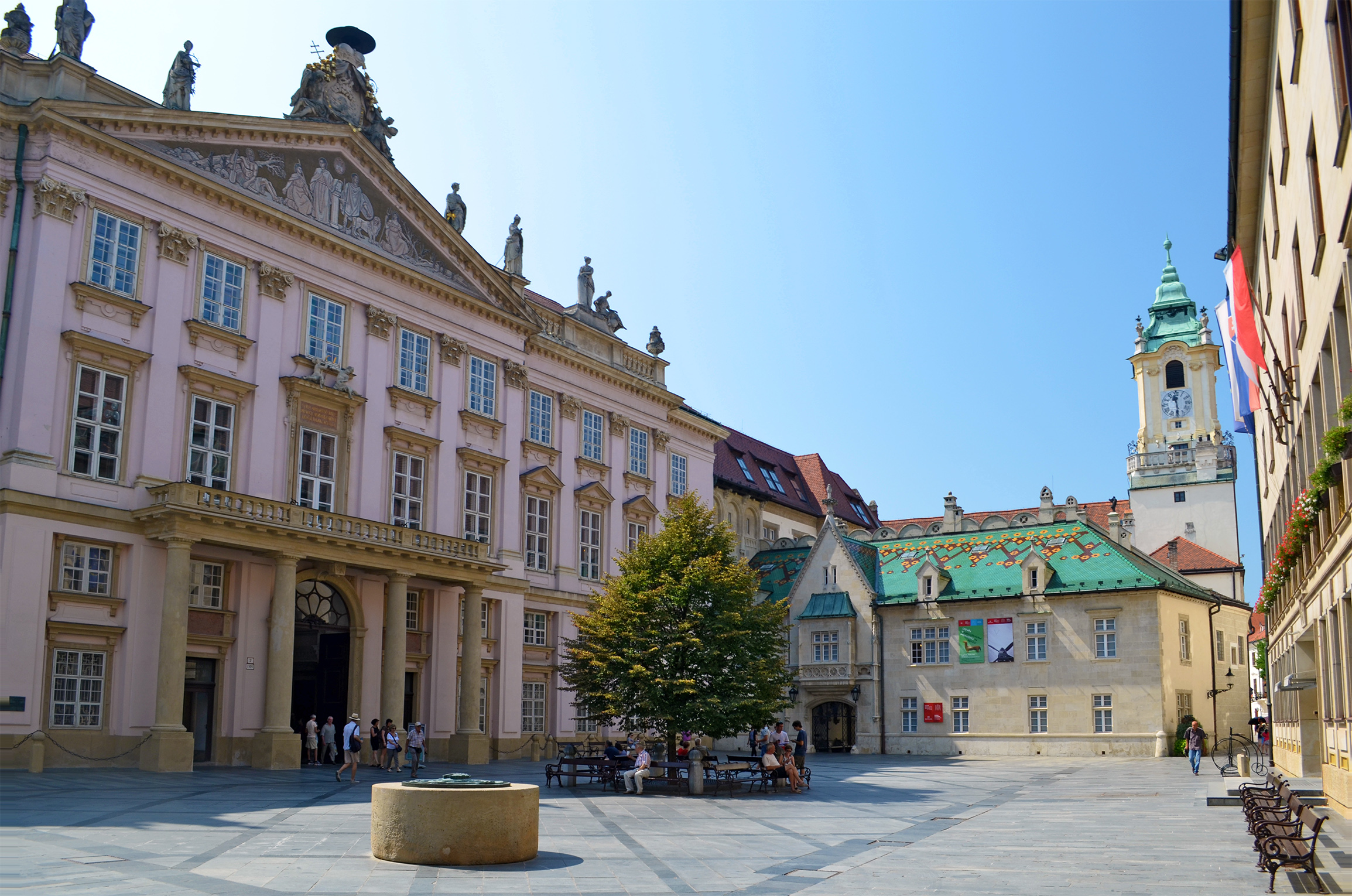
La place devant le palais primatial.

## Démographie

### Évolution de la population
| Année:               | 1994.  | 2004.    | 2014.   | 2024.    |
| -------------------- | ------ | -------- | ------- | -------- |
| Nombre de personnes: | 48 036 | 42 858   | 38 988  | 47 635   |
| Différence:          |        | -10,77 % | -9,02 % | +22,17 % |

| Année:               | 2023.  | 2024.   |
| -------------------- | ------ | ------- |
| Nombre de personnes: | 47 375 | 47 635  |
| Différence:          |        | +0,54 % |

## Politique
| Nom                   | Parti politique            | date de l'élection | Fin du mandat |
| --------------------- | -------------------------- | ------------------ | ------------- |
| Andrej Petrek (sk)    | SDKÚ-DS,OKS,DÚ,SZ,DSS      | 02.12.2006         | Déc. 2010     |
| Tatiana Rosová (sk)   | SDKÚ-DS, SaS, KDH, OKS     | 2010               | 2014          |
| Radoslav Števčík (sk) | indépendant                | 2014               | 2018          |
| Zuzana Aufrichtová    | Zmena zdola, DÚ (sk), etc. | 2018               |               |